# Крюгер-Прахова Анна Августівна

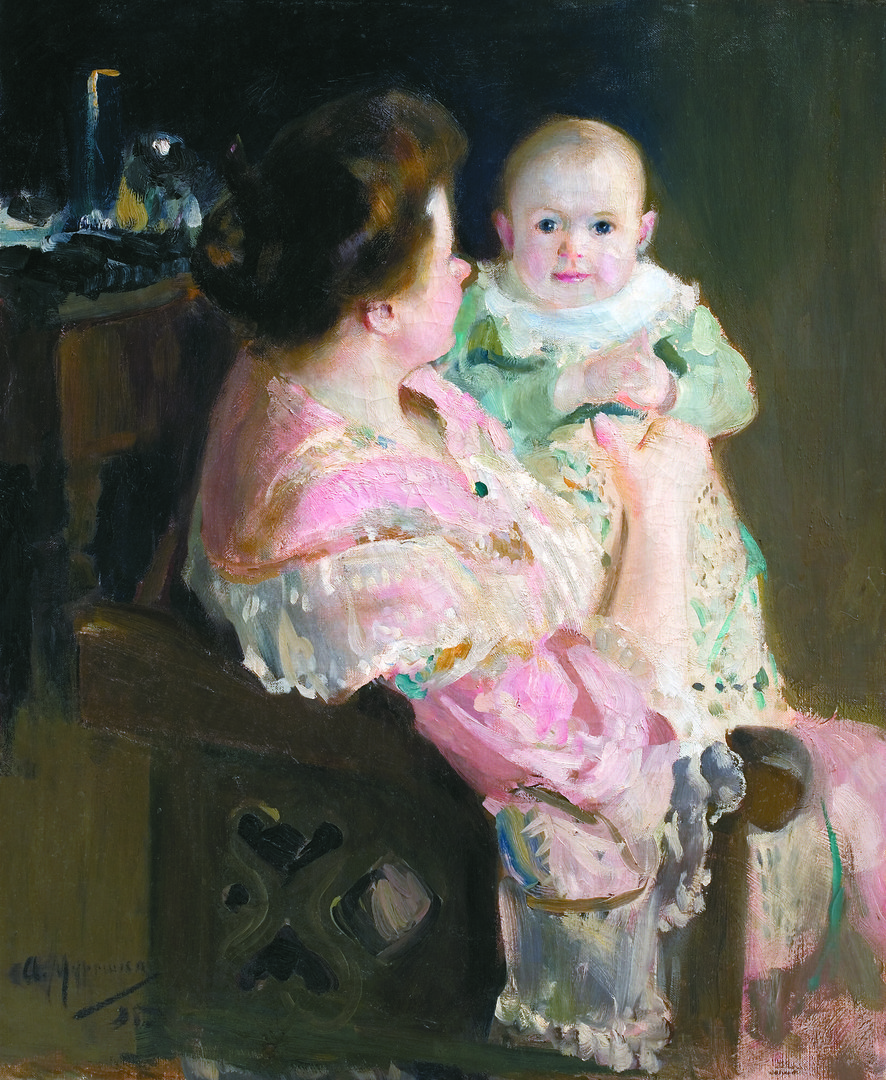
Олександр Мурашко, «Портрет Анни Крюгер-Прахової з первістком Володимиром», 1905. Колекція родини Понамарчуків, Київ

Анна Августівна Крю́гер-Пра́хова (нар. 7 серпня 1876, Сквира — пом. 29 вересня 1962, Київ) — українська художниця і педагог; член Спілки художників УРСР з 1936 року. Дружина Миколи, бабуся Олександри Прахових.

## Біографія
Народилася 26 липня [7 серпня] 1876 року в селі Сквирі (нині місто Київської області, Україна) у сім'ї відомого київського нотаріуса Августа Федоровича Крюгера. У 1890-х роках навчалася у Київській рисувальній школі Миколи Мурашка; у 1899 році в Академії Делеклюза у Парижі; 1906 року закінчила Вища художнє училище живопису, скульптури та архітектури при Імператорській академії мистецтв у Санкт-Петербурзі, де навчалася в майстерні батального живопису у Павла Ковалевського і Франца Рубо. У 1905 році її портрет з сином Володимиром написав Олександр Мурашко.
Упродовж 1912–1920 років працювала викладачем у Київському художньому училищі. 1921 року разом із Михайлом Козиком заснувала студію пластичних мистецтв. Протягом 1924–1933 років викладала у художній студії Прахових, у 1945–1946 роках — у Київському училищі прикладного мистецтва. Серед її учнів художниця Лідія Даценко. Померла в Києві 29 вересня 1962 року.

## Творчість
Писала жанрові і анімалістичні полотна, пейзажі, портрети. Серед робіт:
акварелі
- «Кінь та песик» (1892);
- «Котик і песик» (1892);
- «Каюр з оленями» (1906);
- «Татарки» (1910-ті);
- «Набережна на острові Капрі» (1910-ті; Чернігівський літературно-меморіальний музей-заповідник М. М. Коцюбинського);
- «Купання» (1910-ті);

живопис
- «На пасовищі» (початок XX століття; 1930-ті);
- «Август Крюгер (Батько)» (1908);
- «Хлопчик і віслючок» (1908);
- «Ярмарок» (1910-ті);
- «Діти» (1923);
- «Віктор Некрасов» (1940-ві);
- «Володимир Філатов» (1938);
- «Володимир Пухальський» (1938);
- «Мавзолей Шах-Зінда. Самарканд» (1938);
- «Похмурий день» (1938);
- «Дівчинка-узбечка» (1938);
- «У старому місті. Ташкент» (1938);
- «Ташкент» (1938).

Брала участь в розписах Володимирського собору у Києві. У радянський час оформляла міста до революційних свят та агітпоїзди. На замовлення Київського художнього комбінату виконувала копії картин відомих художників.
Брала участь у виставках:
- Київського товариства художників (1918);
- товариства діячів українського пластичного мистецтва (1918);
- секції ІЗО Всерабіса у Києві (1924);
- ювілейній виставці мистецтва народів СРСР у Москві (1927)[1].

Персональні виставки пройшли у Києві у 1907 році і посмертна у 1995 році.
Окремі роботи художниці зберігаються у Національному музеї «Київська картинна галерея», Івано-Франкіському краєзнавчому музеї, Чернігівському літературно-меморіальнрому музеї-заповіднику Михайла Коцюбинського, Державній Третьяковській галереї у Москві.